# 沃姆斯普林克里克 (蒙大拿州)
沃姆斯普林克里克（英語：Warm Spring Creek）是位於美國蒙大拿州弗格斯縣的普查規定居民點。

## 人口
根據2020年美國人口普查的數據，沃姆斯普林克里克的面積為1.10平方千米，皆為陸地。當地共有人口18人，而人口密度為每平方千米16.36人。